# New York Lesbian, Gay, Bisexual, & Transgender Film Festival
NewFest: The New York Lesbian, Gay, Bisexual, & Transgender Film Festival (Festival de cine de lesbianas, gays, bisexuales y transexuales de Nueva York) organizado por The New Festival, Inc., es uno de los foros más completos de películas y videos LGBT nacionales e internacionales del mundo. 

## Historia
The New Festival, Inc., fundada en 1988, es una organización sin fines de lucro dedicada a la exhibicón de más nuevos y mejores productos audiovisuales LGBT para el área metropolitana de Nueva York . 
Como socio de la primera organización nacional de artes de medios LGBTQ, NewFest espera expandir sus objetivos a todo Estados Unidos. NewFest se esfuerza por fomentar entornos para cineastas y espectadores LGBTQ y aliados para representar la diversidad y complejidad de las voces en la comunidad LGBTQ y para amplificar esas voces en Estados Unidos.

## Lista de eventos
El programa más grande y popular del New Festival es el festival de cine LGBT NewFest de una semana de duración. Además, los eventos durante todo el año incluyen: NewFest @ BAM, una exhibición anual de "Best of NewFest" en los cines Rose de la Academia de Música de Brooklyn; NewDraft, una lectura y competición de guiones; y el Logo Lounge, que ofrece un espacio para espectadores, productores, guiones cinematográficos y cineastas que pueden mezclarse y conectarse en red durante el festival de cine.
NewFest se ha asociado con el LGBT Center en Nueva York para proyectar películas mensualmente en el Centro. Las proyecciones incluyen discusiones con los cineastas.